# 汴京官窑
汴京官窯，又稱北宋官窯，是中國古代著名窯廠，由北宋政府於大觀、政和年間在首都汴京開設，後毀於宋金戰火，持續時間不足20年。汴京官窯開啟了中國皇室用瓷制度的新篇章。與貢窯不同，所謂“官窯”，是由皇家經辦、只為宮廷服務、產品不得流入民間的窯廠。此後“官窯”一辭成為定名，歷代官辦窯廠和官造瓷器均沿用這一說法，稱作“某某朝官窯”。迄今為止，僅僅在傳世品中發現過汴京官窯出產的青瓷，造型古雅，釉色瑩潤，為世間所珍，列入宋代五大名窯。窯址據據推測位於今天河南省開封市，尚未發現具體遺址。

## 歷史與爭議
南宋顧文薦在《負喧雜錄》中記載：“宣政間，京師自置窯燒造，名曰官窯”。這是汴京官窯的最早記錄。因為另一種專供宮廷使用的汝窯瓷器也於同一時段開始燒製，所以有人認為北宋政府不可能在相距不遠的兩地設立兩處官辦窯廠，所謂京師官窯即是汝窯。但是馮先銘等人根據故宮收藏的、前人認定的汝窯及北宋官窯瓷器，以及同考古出土的汝瓷殘片相對比，認為存在一個不同於汝窯乃至後來的南宋官窯的獨立品種，很可能就是汴京官窯所產。
然而由於黃河多次氾濫改道，汴京遺址文化層已經位於地下6米，而且處於開封市的正下方。在無法大規模發掘的前提下，汴京官窯遺址只能托付給未來的機遇。

## 官窯瓷器特點
因為缺乏考古資料佐證，對於汴京官窯瓷器的分析幾乎全部基於來歷比較明晰的故宮藏品。而宋代幾大名瓷互相影響，區別不大，傳統上有“汝官不分”的說法。專家在參考汝窯殘片標本，劃定汝瓷範圍之後，排列出汴京官窯瓷器的幾個特點：
- 所用瓷土粉碎、淘澄嚴謹，顆粒比汝窯和鈞窯要細膩，燒成的素胎很薄，
- 釉面是五大名窯中最薄的，不僅不如日後的南宋官窯，也比不上汝窯，因此呈現“紫口鐵足”的特徵。
- 器物內外包括足部全部掛釉，在底部用支釘支燒，與汝窯相類，惟獨支釘痕跡不是芝麻形狀，而是接近橢圓形。
- 釉色可以分為月白、粉青、大綠三類，常有大開片和金絲鐵線的效果。